# ريتشارد بروكس
ريتشارد بروكس (بالإنجليزية: Richard Brooks)‏ (و. 1912 – 1992 م) هو كاتب سيناريو، ومنتج أفلام، ومخرج أفلام، وروائي، من الولايات المتحدة الأمريكية، ولد في فيلادلفيا، بنسيلفانيا، توفي عن عمر يناهز 80 عاماً.

## التعليم
تعلم في جامعة تمبل.

## الخدمة العسكرية
خدم في قوات مشاة بحرية الولايات المتحدة.

## جوائز وترشيحات
حصل على جوائز منها:
- جائزة الأوسكار لأفضل كتابة "سيناريو مقتبس"، عن عمل: إلمر جانتري.

ترشح لـ:
- جائزة الأوسكار لأفضل مخرج، عن عمل: قطة على سقف من صفيح ساخن
- جائزة الأوسكار لأفضل كتابة "سيناريو مقتبس"، عن عمل: قطة على سقف من صفيح ساخن
- جائزة الأوسكار لأفضل كتابة "سيناريو مقتبس"، عن عمل: إلمر جانتري
- جائزة الأوسكار لأفضل كتابة "سيناريو مقتبس"، عن عمل: The Professionals (1966 film) [الإنجليزية]‏
- جائزة الأوسكار لأفضل كتابة "سيناريو مقتبس"، عن عمل: Blackboard Jungle [الإنجليزية]‏
- جائزة الأوسكار لأفضل مخرج، عن عمل: The Professionals (1966 film) [الإنجليزية]‏
- جائزة الأوسكار لأفضل مخرج، عن عمل: بدم بارد [الإنجليزية]‏
- جائزة الأوسكار لأفضل كتابة "سيناريو مقتبس"، عن عمل: بدم بارد [الإنجليزية]‏.

## وصلات خارجية
- ريتشارد بروكس على موقع IMDb (الإنجليزية)
- ريتشارد بروكس على موقع الموسوعة البريطانية (الإنجليزية)
- ريتشارد بروكس على موقع مونزينجر (الألمانية)
- ريتشارد بروكس على موقع ألو سيني (الفرنسية)
- ريتشارد بروكس على موقع تيرنر كلاسيك موفيز (الإنجليزية)
- ريتشارد بروكس على موقع أول موفي (الإنجليزية)
- ريتشارد بروكس على موقع قاعدة بيانات الأفلام السويدية (السويدية)
- ريتشارد بروكس على موقع إن إن دي بي (الإنجليزية)
- ريتشارد بروكس على موقع قاعدة بيانات الفيلم (الإنجليزية)
- ريتشارد بروكس على موقع كينوبويسك (الروسية)